# Asarkina assimilis
Asarkina assimilis är en tvåvingeart som först beskrevs av Macquart 1846.  Asarkina assimilis ingår i släktet Asarkina och familjen blomflugor. Inga underarter finns listade i Catalogue of Life.